# Kanton Tulle-Campagne-Nord
Kanton Tulle-Campagne-Nord (francouzsky Canton de Tulle-Campagne-Nord, tj. Tulle-Venkov-Sever) je francouzský kanton v departementu Corrèze v regionu Limousin. Tvoří ho šest obcí.

## Obce kantonu
- Chameyrat
- Favars
- Naves
- Saint-Germain-les-Vergnes
- Saint-Hilaire-Peyroux
- Saint-Mexant